# Piazza Garibaldi (Padova)

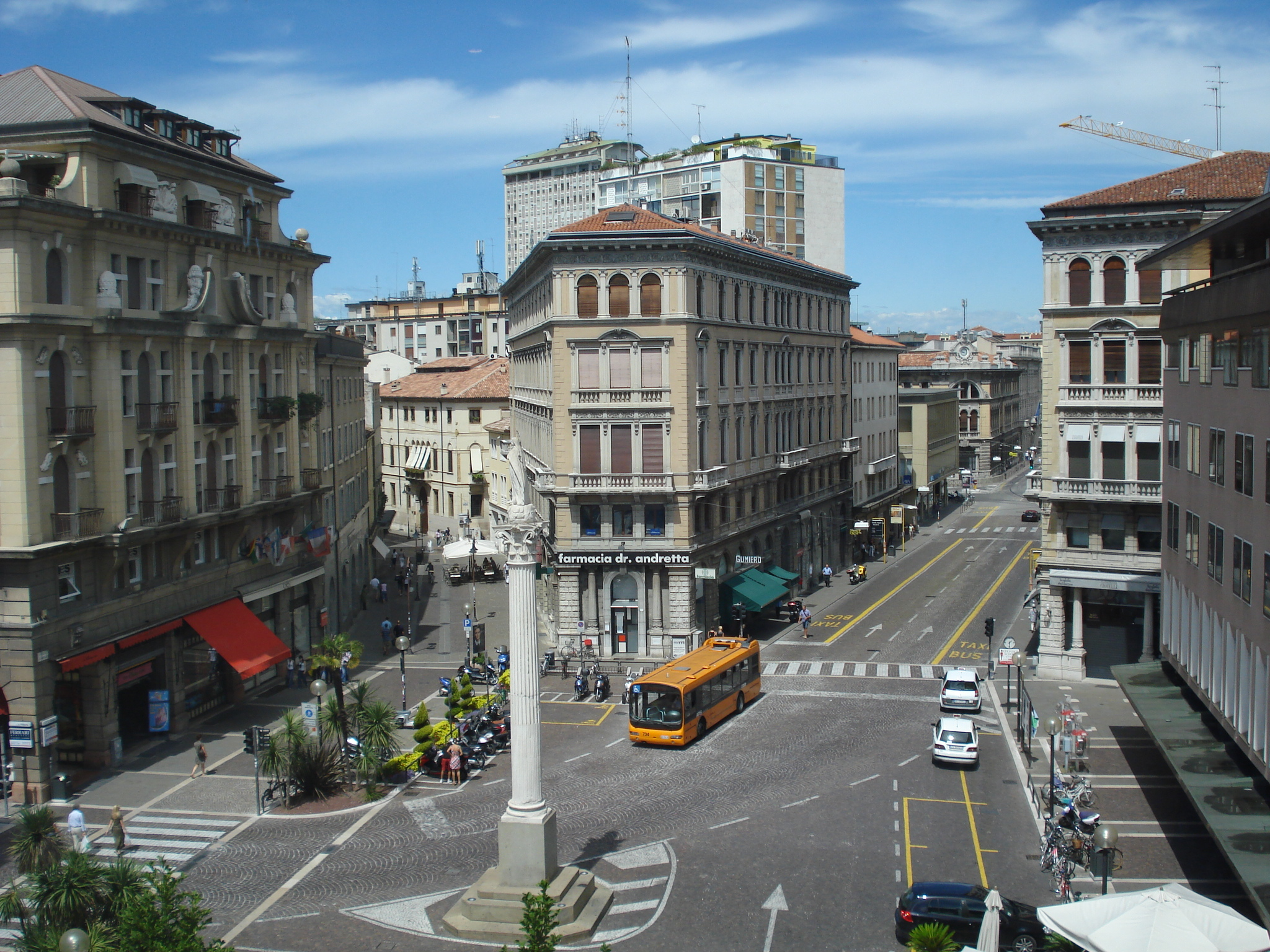
L'attuale aspetto di Piazza Garibaldi

Piazza Garibaldi chiamata un tempo Piazza dei Noli è una delle numerose piazze che caratterizzano il centro storico di Padova. Fu per secoli zona di passaggio della città, dove era possibile prendere a noleggio vetturini e destrieri di posta chiamati appunto "noli". La piazza è stata nell'ultimo secolo oggetto di stravolgimenti edilizi e demolizioni di edifici e mura di alto valore storico che l'hanno profondamente mutata. Fu titolata a Garibaldi dopo la di lui visita alla città avvenuta il 6 marzo 1867. Fino agli anni settanta costituiva uno snodo fondamentale del traffico cittadino, oggi è attraversata da traffico che da Corso del Popolo di dirige verso via Emanuele Filiberto di Savoia.

## Storia e descrizione

Piazza Garibaldi a fine Ottocento, quando ancora era denominata Piazza dei Noli

Il Tram urbano in piazza Garibaldi; sulla destra il capolinea della tranvia Padova-Malcontenta-Fusina

L'area era vivace anche in età preromana, come testimoniano i vari ritrovamenti archeologici. Nel medioevo era fondamentale zona di passaggio, slargo che si apriva all'interno di Porta Altinate. Divenne sede del mercato del fieno e quindi zona di ferma delle vetture e dei cavalli di posta, importante centro di smistamento delle comunicazioni col territorio. Nel 1756 i parrocchiani della chiesa di San Matteo fecero posizionare una statua raffigurante l'Immacolata "Madonna dei Noli" contro il dilagare del turpiloquio tra i "nolesini".

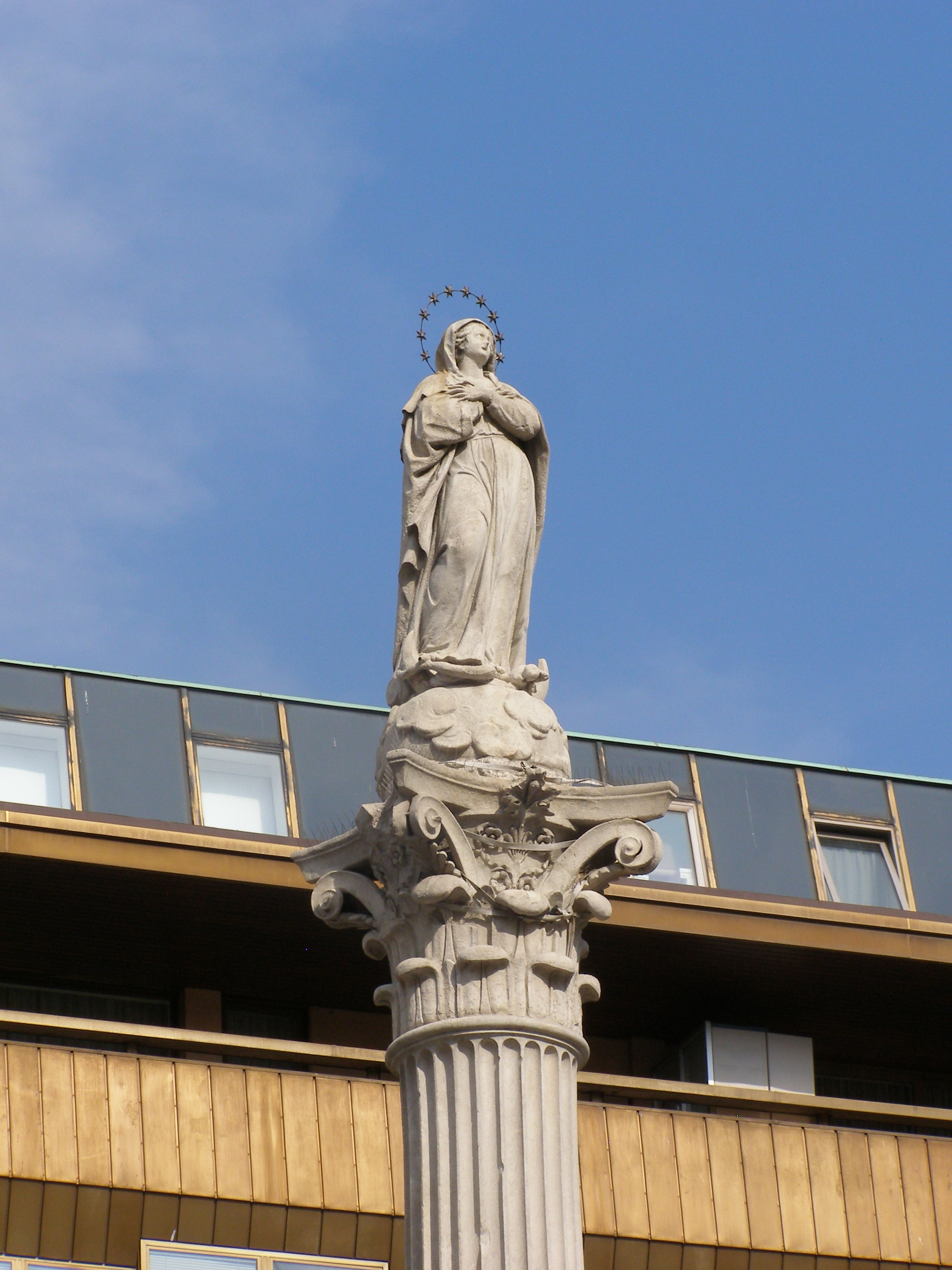
La Madonna dei Noli

Sulla piazza si affaccivano povere case medievali, porticate, la muraglia del monastero di San Matteo. Si affacciava pure il barocco Palazzo Zaborra verso meridione tra la porta e il Liston. Nell'Ottocento divenne famosa per uno degli alberghi più prestigiosi della città, il Fanti e Stella d'Oro soprattutto durante la gestione di Giusto Crescini.
Alla piazza facevano capo le diligenze dirette nei centri vicini (Vicenza, Piove di Sacco, Bassano, Abano). Il servizio di carrozze, gestito dai cosiddetti "nolesini", dovette cedere il passo dapprima agli omnibus, carrozze a percorso fisso in grado di trasportare gruppi più numerosi di persone, poi ai tram a cavalli e infine a quelli elettrici.
Il primo servizio di omnibus collegò la stazione ferroviaria con il Caffè Pedrocchi, cuore della vita cittadina. Fra il 1909 e il 1928 la piazza ospitò inoltre il capolinea della importante tranvia extraurbana per Malcontenta, Fusina e Mestre, i cui binari si affiancavano a quelli della rete tranviaria urbana.
Con l'avvento della tramvia, nel centro venne eretto un monumento a Garibaldi e la piazza dei Noli assunse la denominazione attuale. Dopo la prima guerra mondiale, nell'ambito del programma di "risanamento urbano" al quale vennero sottoposte molte città, con sventramenti e demolizioni di interi quartieri, anche alla Piazza Garibaldi venne dato un assetto moderno. Venne ampliato il lato occidentale della piazza con l'allargamento della Via del Falcone, che divenne Via Emanuele Filiberto. Venne demolito l'albergo Fanti e Stella d'Oro. Al posto di quest'ultimo sorsero due edifici in stile eclettico e monumentale: il fabbricato della Società Igea, progettato nel 1927 dall'architetto Peressutti, e il palazzo Menato, progettato dall'architetto Torres, che per alcuni anni ha ospitato un altro albergo, l'Hotel Regina. Ancora oggi i due edifici fanno da quinte scenografiche agli imbocchi delle vie Santa Lucia, Emanuele Filiberto e San Fermo.
Tra gli ultimi interventi, ci fu la sciagurata demolizione tra gli anni '60, '70 e '80 del Palazzo Zaborra per lasciar spazio alla sede de la Rinascente. La demolizione delle case medievali verso levante e l'abbattimento delle mura per lasciar posto a moderni edifici. Il monumento a Garibaldi venne spostato ai Giardini dell'Arena, e al suo posto al centro della piazza è stata sistemata nel 1954 un'alta colonna di età romana che regge la statua della Madonna dei Noli (attribuita allo scultore Francesco Bonazza) tornata sulla piazza dopo essere stata per alcuni decenni nella chiesa di Sant'Andrea. L'8 dicembre di ogni anno si svolge una cerimonia con la deposizione di una corona di fiori ai piedi della statua, omaggio alla Vergine dei tassisti padovani, i nolesini di oggi.